# Ланс
 Тази статия е за града във Франция.  За селището в Белгия вижте Ланс (Белгия).  
Ланс (на френски: Lens) е град в Северна Франция. Разположен е в департамент Па дьо Кале на регион О дьо Франс. Той е един от най-големите градове в региона на Франция заедно с Лил, Валансиен, Амиен, Рубе, Туркоинг, Арас и Дуе. Градът е с шосеен и жп транспортен възел. Той е традиционен център на въгледобива. На 40 км северно от Ланс се намира град Лил, а на 200 км на юг е столицата Париж. Представителният футболен отбор на града РК Ланс (пълно име Racing Club de Lens) е сред елитните френски футболни тимове. Населението на Ланс е 30 689 жители по данни от 1 януари 2016 г., а на градската агломерация, вклюваща също и Дуе – 503 575 души.